# Ioannis Georgiadis (Fechter)

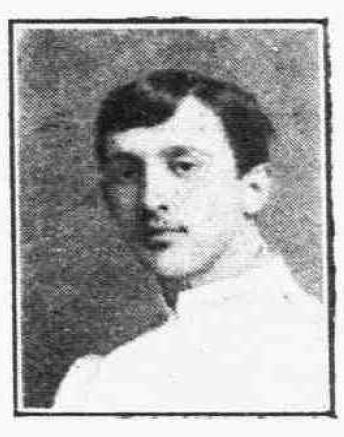
Ioannis Georgiadis (1897)

Ioannis Georgiadis (griechisch Ιωάννης Γεωργιάδης, * 29. März 1876 in Tripoli; † 14. März 1960 in Athen) war ein griechischer Fechter und Forensiker.
Georgiadis nahm an ersten Olympischen Spielen der Neuzeit 1896 in Athen teil und gewann den Wettbewerb im Säbelfechten. Bei den inoffiziellen Zwischenspielen 1906 in Athen konnte er erneut das Säbelfechten im Einzel gewinnen und mit der griechischen Säbelmannschaft Platz zwei hinter der deutschen Auswahl belegen.
Georgiadis wurde später Professor für Forensik, gründete das Leichenschauhaus von Athen und war für das nationale kriminologische Labor tätig. Von 1918 bis 1936 gehörte er (mit Unterbrechungen) dem Vorstand des griechischen Nationalen Olympischen Komitees an.